# Beichte

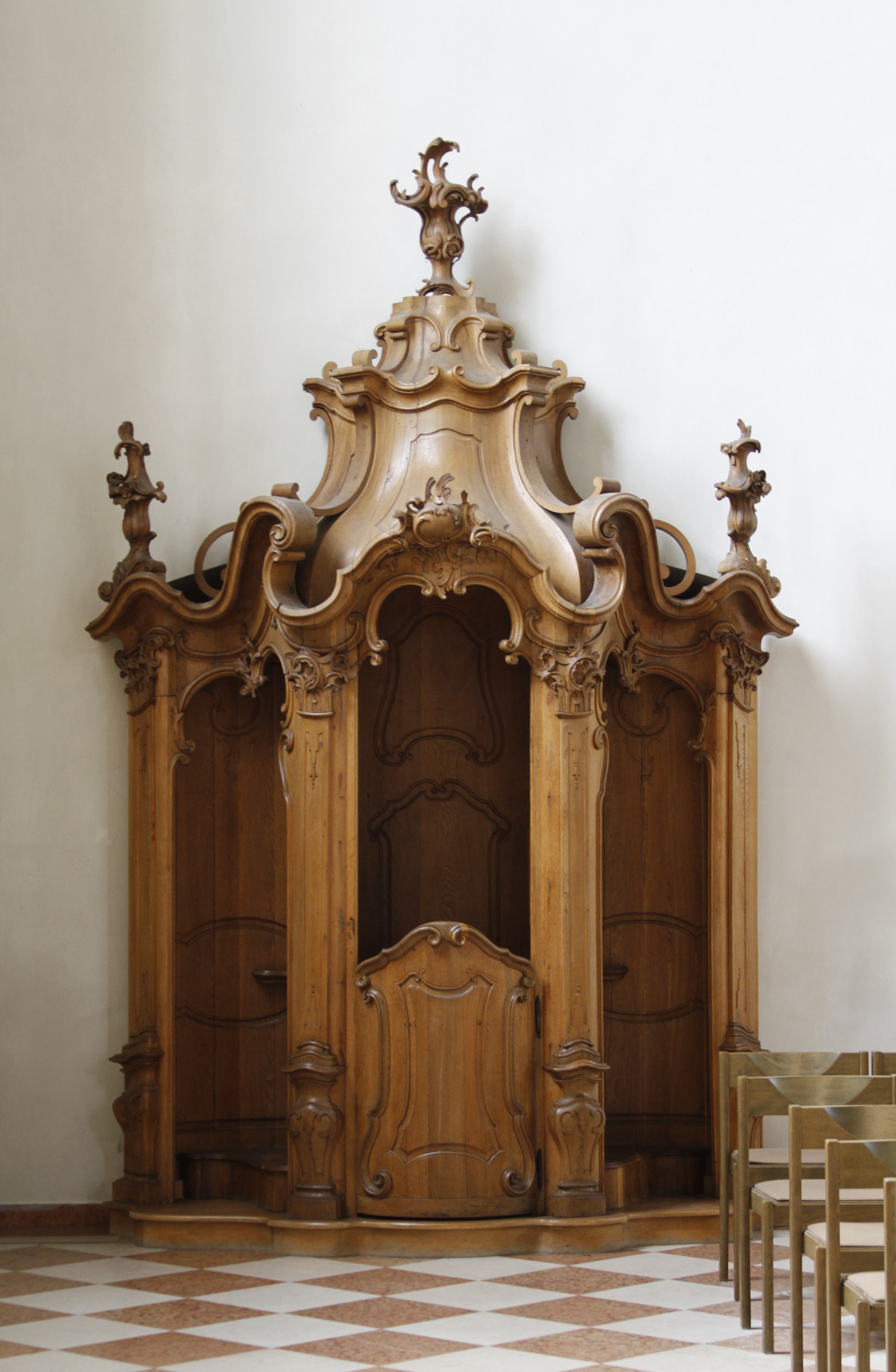
Ein Beichtstuhl in der Kirche St. Peter in Mainz

Die Beichte (lat. confessio; Bußsakrament, auch Amt der Schlüssel) ist eine Praxis im Christentum. Sie ist das Eingeständnis einer schuldhaften Verfehlung des Pönitenten oder Beichtkindes, gewöhnlich während eines Gesprächs unter vier Augen mit einem Beichtvater, der sogenannten Ohren-, Einzel- oder Privatbeichte. Das Sündenbekenntnis wird vor einem ordinierten kirchlichen Amtsträger abgelegt, in der römisch-katholischen Kirche ist dies ein Priester. 
In der römisch-katholischen Kirche und den orthodoxen Kirchen ist die Beichte eines der sieben Sakramente. Eine Generalabsolution ist nur unter eng umgrenzten Bedingungen möglich.
In den evangelisch-lutherischen Kirchen gibt es zwei Sakramente: Taufe und Abendmahl. Sie haben eine klare biblische Einsetzung durch Wort (Auftrag durch Christus) und Zeichen (Wasser bzw. Brot und Wein). Die Beichte hat wohl den biblischen Auftrag, aber kein materielles Zeichen. Sie ist damit in der evangelisch-lutherischen Theologie quasi ein halbes Sakrament. Am Anfang seiner theologischen Überlegungen sah Luther in der Beichte ein „drittes“ Sakrament. Letztlich gibt es nach Martin Luther nur ein einziges Sakrament, nämlich Jesus Christus selbst. In der Apologie des Augsburger Bekenntnisses, Apologia Confessionis Augustanae, wird zum 13. Artikel in der Confessio Augustana (CA) Stellung bezogen, ferner wird im 25.  Artikel (CA) direkt auf die Beichte Bezug genommen.
In anglikanischen und lutherischen Kirchen wird neben der Privatbeichte die sogenannte „allgemeine Beichte“ im Rahmen eines Gottesdienstes angeboten. Die altkatholische Kirche kennt – neben der Form des persönlichen Beichtgesprächs – das Bußsakrament als eigenständige „Feier der Versöhnung“ ohne individuelles Schuldbekenntnis.
Die Beichte kann in verschiedenen Formen abgelegt werden. In den Kirchen unterscheidet sich die Beichte dadurch von anderen Seelsorgegesprächen, dass sie auf eine formelle, meist sakramentale Sündenvergebung im Namen Christi hinzielt, gewöhnlich ausgedrückt mit den Worten „Deine Sünden sind dir vergeben“ oder „Ich spreche dich los von deinen Sünden“.

## Neutestamentliche Grundlegung
Die Kirchen beziehen sich in der Lehre vom Bußsakrament unter anderem auf biblische Aussagen wie diese:
- „Jesus sagte noch einmal zu ihnen: ‚Empfangt den Heiligen Geist! Wem ihr die Sünden vergebt, dem sind sie vergeben; wem ihr die Vergebung verweigert, dem ist sie verweigert.‘“ (Johannes 20,21–23 EU)

- Jesus zu seinen Jüngern: „Amen, ich sage euch: Alles, was ihr auf Erden binden werdet, das wird auch im Himmel gebunden sein und alles, was ihr auf Erden lösen werdet, das wird auch im Himmel gelöst sein.“ (Matthäus 18,18 EU)

Grundlage für die Sündenvergebung und Versöhnung des Menschen mit Gott ist dabei der Kreuzestod Jesu Christi als Sühnetod, der als heilswirksames Handeln Gottes für die Menschen interpretiert wird, durch das die Sündenfolgen beseitigt werden und die Menschen für die Begegnung mit Gott disponiert werden:
- „Gott wollte mit seiner ganzen Fülle in ihm (Jesus Christus) wohnen, um durch ihn alles auf ihn hin zu versöhnen. Alles im Himmel und auf Erden wollte er zu Christus führen, / der Frieden gestiftet hat am Kreuz durch sein Blut... Er hat euch durch den Tod seines sterblichen Leibes versöhnt, um euch heilig, untadelig und schuldlos vor sich hintreten zu lassen.“ (Kolosser 1,20-22 EU)

- „Wenn jemand in Christus ist, dann ist er eine neue Schöpfung: Das Alte ist vergangen, siehe, Neues ist geworden. Aber das alles kommt von Gott, der uns durch Christus mit sich versöhnt und uns den Dienst der Versöhnung aufgetragen hat. Ja, Gott war es, der in Christus die Welt mit sich versöhnt hat, indem er ihnen ihre Verfehlungen nicht anrechnete und unter uns das Wort von der Versöhnung aufgerichtet hat.“ (2 Kor 5,17-19 EU)

## Geschichte

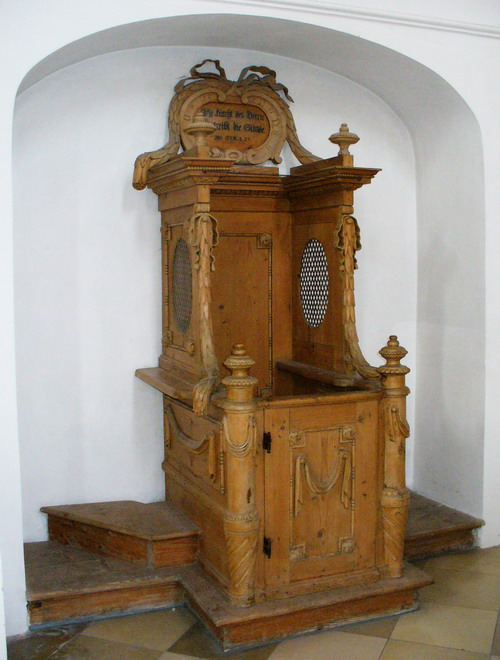
Klosterkirche Wiblingen, Ulm, Beichtstuhl

Die biblischen Texte zur Beichte lassen nicht deutlich erkennen, ob sie privat oder öffentlich abgenommen wurde. Die erste nichtbiblische Erwähnung findet sich in der Didache, wo die Beichte erwähnt wird, aber nicht der Ritus, nach dem dieses Sakrament gespendet wurde. Auch der Hirte des Hermas kannte die Beichte, ging aber nicht auf die äußere Form ein. Erst Irenäus von Lyon schilderte eine öffentliche Beichte im Detail. Origenes verlangte die öffentliche Beichte im Fall von schwerwiegenden Sünden. Aus seiner Forderung kann man schließen, dass bei lässlichen Sünden die private Beichte genehmigt war. Die Entwicklung zur privaten bzw. Ohrenbeichte nahm ab dem Jahr 200 stets zu. Die Ohrenbeichte wurde oft bei Eremiten oder Priestern in Mönchsorden abgelegt. Der hl. Augustinus von Hippo († 430) erwähnt die öffentliche Beichte in keiner seiner Schriften; daraus schließt man, dass die Beichte im 5. Jahrhundert überwiegend privat bzw. in der Form der Ohrenbeichte abgelegt wurde. Allerdings wurde erst seit dem 9. Jahrhundert der Ablauf der Beichte vereinheitlicht, aber auch nur in groben Zügen. Die iroschottischen Mönche verbreiteten die Ohrenbeichte in ganz Europa.
Das Beichtgeheimnis ist seit Anbeginn ein als selbstverständlich geltender Bestandteil des Bußsakramentes, allerdings gab es auch Verletzungen der absoluten Vertraulichkeit durch den Beichtvater. So musste das Schweigegebot kirchenrechtlich geregelt werden, was beim Vierten Laterankonzil (1215) geschah. Canon 21 (Omnis utriusque sexus) ordnete an, dass „jeder Gläubige […], der ins entscheidungsfähige Alter gekommen ist, […] wenigstens einmal jährlich allein seinem eigenen Priester alle Sünden treulich bekennen und […] die auferlegte Buße nach Kräften zu erfüllen suchen“ muss. Zudem verfügte der Canon im Fall eines gebrochenen Beichtgeheimnisses die Suspension des Priesters. Er musste auf Lebenszeit in einem strengen Kloster Buße tun. Nach geltendem Kirchenrecht hat die Verletzung des Beichtgeheimnisses die sofortige Exkommunikation des Priesters zur Folge.
Mit der Reformation entstanden einige Kritikpunkte an der bestehenden Praxis. Im 19. und 20. Jahrhundert erfuhr die Beichte in einigen liturgisch orientierteren Zweigen des Protestantismus wieder einen Aufschwung.
Das Zweite Vatikanische Konzil und die damit einhergehende Liturgiereform in der römisch-katholischen Kirche betonten wieder mehr die Heilswirkung dieses Sakramentes und legte deshalb Wert darauf, dass dieses Sakrament als „Feier der Versöhnung“ (mit Gott, der Kirche und den Menschen) verstanden wird:

„[Presbyteri] sacramento Poenitentiae peccatores cum Deo et Ecclesia reconciliant.“
„Durch das Sakramernt der Buße versöhnen [die Priester] die Sünder mit Gott und der Kirche.“

Aus diesem Grund wird das Bußsakrament auch als Sakrament der Buße und Versöhnung bezeichnet.

## Römisch-katholische Kirche

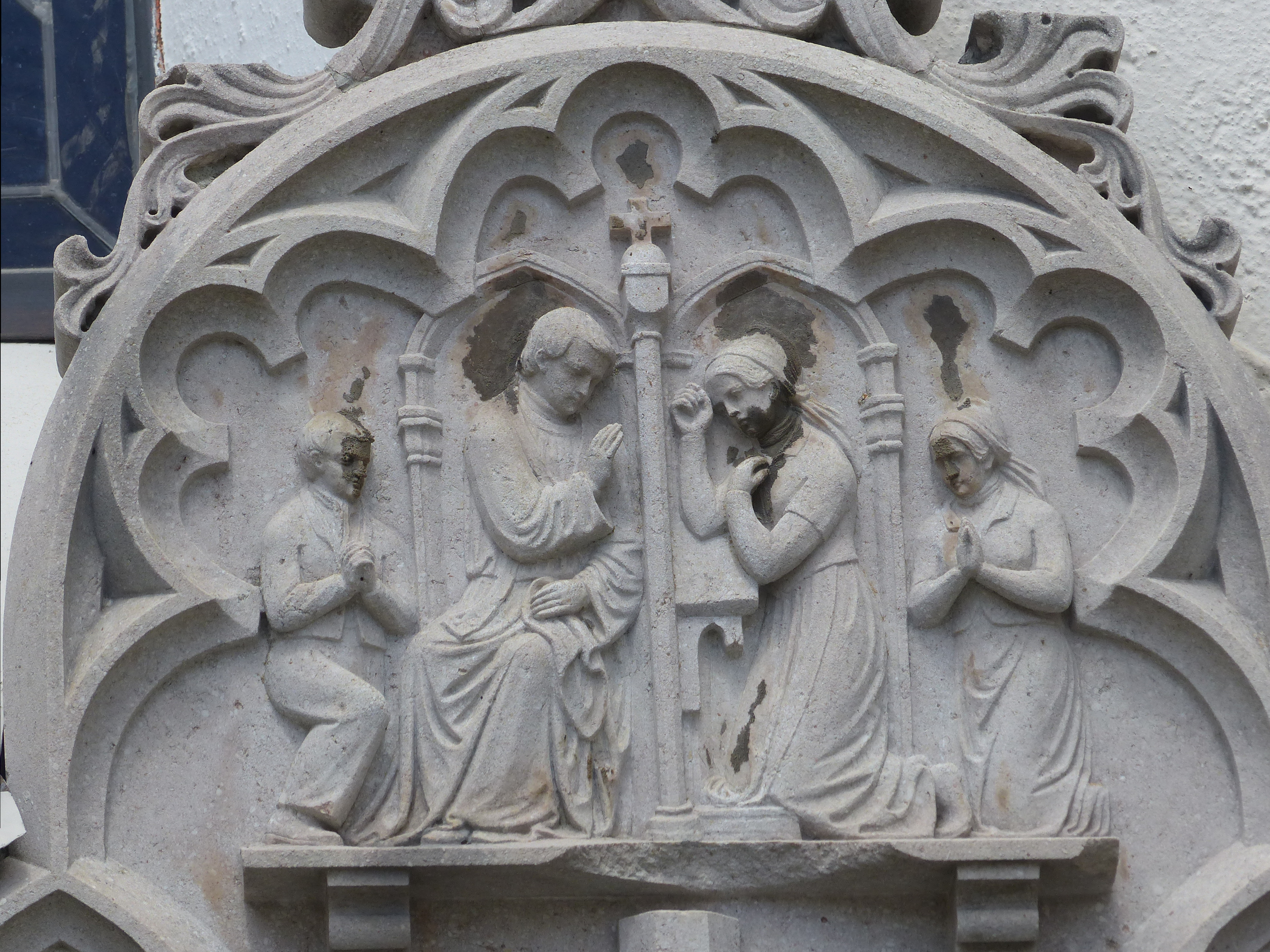
Beichte auf einem Priestergrabstein

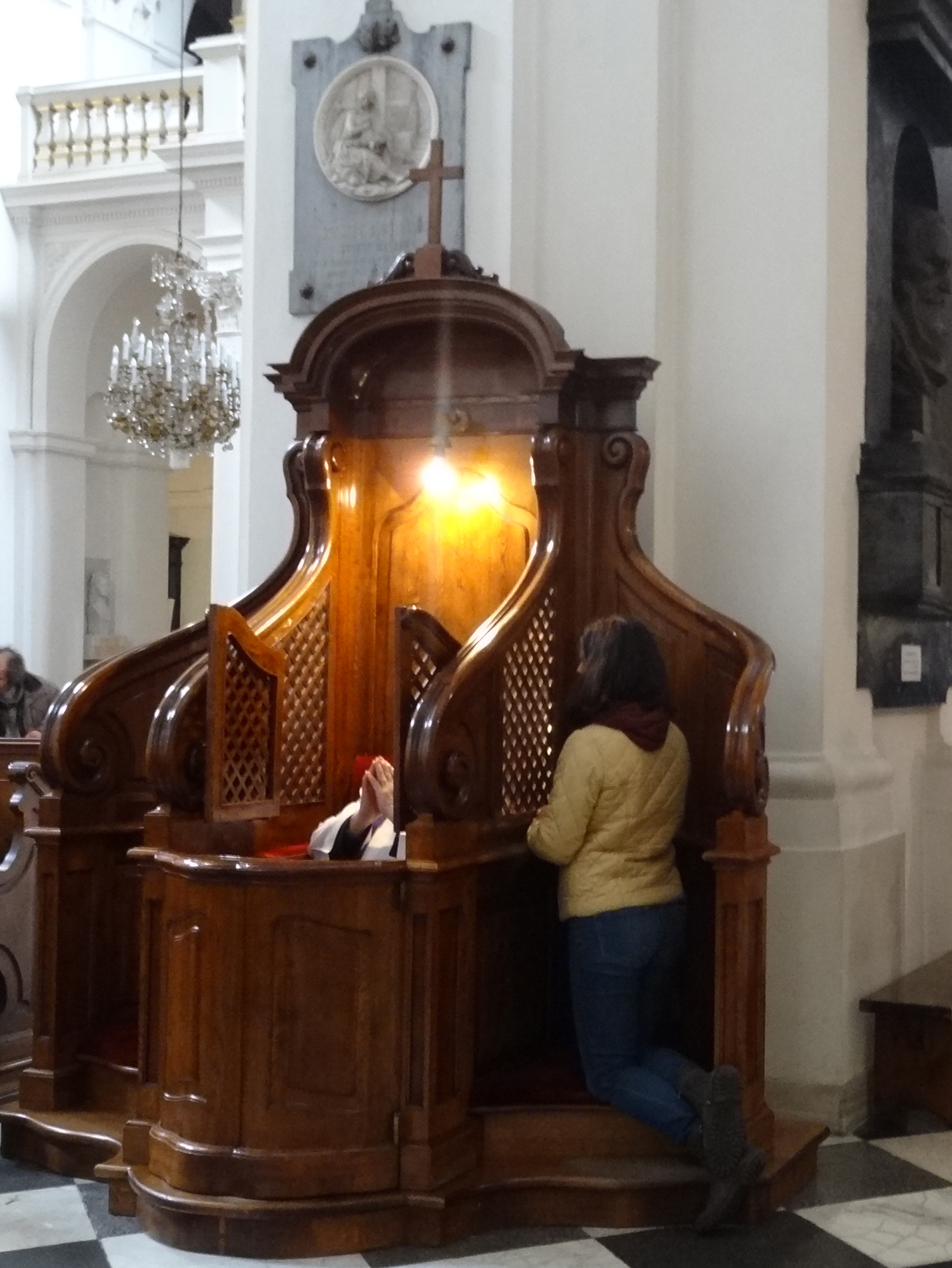
Beichte in der Heilig-Kreuz-Basilika in Warschau

Alle getauften Gläubigen sind zur häufigen Beichte eingeladen, vor allem in den Bußzeiten der Kirche und vor den hohen Festtagen. Darüber hinaus sind diejenigen, die sich einer schweren Schuld bewusst sind, zum Empfang des Bußsakraments verpflichtet. Wer sich bewusst ist, eine Todsünde begangen zu haben, darf selbst dann, wenn er tiefe Reue empfindet, die heilige Kommunion nicht empfangen, bevor er die sakramentale Absolution erhalten hat.
Jeder Gläubige, der das Unterscheidungsalter erreicht hat, ist verpflichtet, wenigstens einmal im Jahr seine schweren Sünden zu bekennen. (Can. 989 CIC). Den Gläubigen wird empfohlen, auch ihre übrigen („lässlichen“) Sünden zu beichten („Andachtsbeichte“).

### Voraussetzungen
In der römisch-katholischen Kirche versteht man unter Beichte entweder das Sündenbekenntnis als solches oder den Gesamtvorgang der Spendung des Bußsakramentes. Das Bußsakrament bewirkt die Wiederherstellung der Taufgnade, die für das ewige Leben bei Gott notwendig ist. Für eine gültige Beichte müssen fünf Voraussetzungen gegeben sein: Gewissenserforschung, Reue, guter Vorsatz, Bekenntnis und Wiedergutmachung (Katholischer Erwachsenen-Katechismus).
- Die Gewissenserforschung zielt vor der eigentlichen Beichte darauf ab, sich der Sünden und ihrer Umstände bewusst zu werden.
- Die Reue ist der wichtigste Teil der Beichte. Ohne Reue ist eine Vergebung der Sünden nicht möglich. Was man nicht bereut, kann man nicht gültig beichten. Man unterscheidet zwischen der vollkommenen Reue (aus Liebe zu Gott) und der unvollkommenen Reue. Die vollkommene Reue ist der Wunsch des frommen Herzens, sich aus Liebe zu Gott ganz von der Sünde abzuwenden und sich voll zum Vertrauen in die Liebe Gottes, zur Gemeinschaft mit Jesus Christus zu bekehren. Bei der unvollkommenen Reue kann auch die Angst vor ewiger oder zeitlicher Strafe durch Gott oder die Angst vor der Verfehlung des ewigen Ziels überwiegen.
- Der gute Vorsatz muss in der Absicht bestehen, in Zukunft alle schweren Sünden zu meiden.
- Für eine gültige Beichte ist das Bekenntnis aller bewussten schweren Sünden (auch Todsünden) nötig, deren man sich seit der Taufe erinnert und die noch nicht durch eine sakramentale Beichte vergeben worden sind. Eine Sünde ist dann schwer, wenn ein Gebot Gottes in einer wichtigen Sache, mit klarem Bewusstsein und in freier Entschiedenheit übertreten worden ist. Es wird auch geraten, weniger schwere, sogenannte lässliche Sünden zu bekennen.
- Die Wiedergutmachung besteht zunächst in der Pflicht, begangenes Unrecht soweit irgend möglich zu begleichen, beispielsweise muss Gestohlenes zurückgegeben werden. Zum anderen soll das Bußwerk helfen, die Folgen der Schuld in Solidarität mit der Kirche abzutragen. Hinsichtlich der Genugtuung, der Beseitigung der Sündenfolgen also, bildet die Kirche als Communio sanctorum eine zeitliche und ewige Gemeinschaft mit Christus und seinen Heiligen.

Somit kann keine wirksame Lossprechung bekommen,
- wer keine Reue über seine Sünden empfinden will,
- wer die nächste Sünde oder die Gelegenheiten zur Sünde nicht meiden will,
- wer seinen Feinden nicht verzeihen, fremde Ehre nicht wiederherstellen oder anderes Unrecht nicht ausgleichen will, obwohl er es könnte.

### Feier
Es gibt zwei ordentliche Formen der Feier des Bußsakraments:
- die Feier der Versöhnung für Einzelne
- die gemeinschaftliche Feier der Versöhnung mit Bekenntnis und Lossprechung der Einzelnen (forma sollemnior: Caeremoniale Episcoporum Nr. 251)

Für Menschen in Lebensgefahr vorgesehen ist die gemeinschaftliche Feier der Versöhnung mit allgemeinem Bekenntnis und Generalabsolution. Das Einzelbekenntnis darin vergebener schwerer Sünden muss, falls der Gläubige überlebt, so bald wie möglich nachgeholt werden (can. 962 CIC).
Die gottesdienstlichen Ordnungen finden sich in: Die Feier der Buße nach dem neuen Rituale Romanum. Studienausgabe, hrsg. von den
Liturgischen Instituten Salzburg, Trier und Zürich, Einsiedeln u. a. 1974. Die pastorale Einführung ist auch im Internet zugänglich.
Die Feier der Versöhnung für Einzelne hat folgende Gestalt:

#### Begrüßung
Nach dem Betreten des Beichtstuhls oder -zimmers macht der Beichtende das Kreuzzeichen und beginnt mit folgenden Worten:
| Beichtender                                                             | Priester |
| ----------------------------------------------------------------------- | --- |
| (1.) Im Namen des Vaters und des Sohnes und des Heiligen Geistes. Amen. | (2.) Gott, der unser Herz erleuchtet, schenke dir wahre Erkenntnis deiner Sünden und Seiner Barmherzigkeit. |
| (3.) Amen.                                                              | |

Falls genügend Zeit vorhanden ist, kann der Priester ein Schriftwort lesen oder sprechen.

#### Bekenntnis und Genugtuung
Nun erfolgt das eigentliche Bekenntnis der Sünden im Beichtgespräch. Der Priester kann dem Beichtenden am Ende des Gespräches eine angemessene Buße zur Genugtuung für seine Sünden auftragen. Diese kann den Charakter eines Gebets oder eines Werkes der Nächstenliebe haben.

#### Reuegebet und Lossprechung
Grundlegend bei der Beichte ist die sakramentale Lossprechung (die Absolution), die in der römisch-katholischen Kirche nur durch einen Priester in persona Christi und in persönlicher Gegenwart des Beichtenden erteilt werden kann. Einige Sünden, die mit einer dem apostolischen Stuhl vorbehaltenen Exkommunikation verbunden sind, können nur nach Rückfrage (Rekurs) des Beichtvaters beim zuständigen hierarchischen Vorgesetzten losgesprochen werden. Im Fall des Schwangerschaftsabbruchs haben gemäß Beschluss der Österreichischen und Deutschen Bischofskonferenz alle Beichtväter die Vollmacht zur Absolution auch von der damit verbundenen Exkommunikation. 
Der Beichtende, der im Bekenntnis seine Sünden und Verfehlungen vor dem Priester bekannt hat, spricht nun ein kurzes Reuegebet seiner Wahl und wird losgesprochen.
| Beichtender | Priester |
| ----------- | --- |
| Reuegebet   | Gott, der barmherzige Vater, hat durch den Tod und die Auferstehung seines Sohnes die Welt mit sich versöhnt und den Heiligen Geist gesandt zur Vergebung der Sünden. Durch den Dienst der Kirche schenke er dir Verzeihung und Frieden. So spreche ich dich los von deinen Sünden im Namen des + Vaters und des + Sohnes und des + Heiligen Geistes. |
| Amen.       | |

oder auch in der lateinischen Form:
| Beichtender | Priester |
| ----------- | --- |
|             | Deus, Pater misericordiarum, qui per mortem et resurrectionem Filii sui mundum sibi reconciliavit et Spiritum Sanctum effudit in remissionem peccatorum, per ministerium Ecclesiae indulgentiam tibi tribuat et pacem. Et ego te absolvo a peccatis tuis in nomine Patris, et Filii, et Spiritus Sancti, Amen. |
| Amen.       | |

#### Dank und Entlassung
| Beichtender                          | Priester                                                  |
| ------------------------------------ | --------------------------------------------------------- |
| Danket dem Herrn, denn er ist gütig. |                                                           |
| Sein Erbarmen währt ewig.            | Der Herr hat dir die Sünden vergeben. Geh hin in Frieden. |

### Das Verhältnis von Beichte und Ablass
Durch eine gültige Beichte erlangt der Gläubige nach katholischem Verständnis die Vergebung der gebeichteten Sünden. Befand sich der Gläubige aufgrund begangener schwerer Sünden nicht mehr im Stand der Gnade, so wird durch die Beichte dieser Sünden die Gemeinschaft mit Gott und der Kirche wiederhergestellt. Die Beichte tilgt jedoch nicht die durch die begangenen Sünden verursachten, zeitlichen Sündenstrafen, die gegebenenfalls noch im Fegefeuer (Reinigungszustand) verbüßt werden müssen. Gläubige, die neben der Sündenvergebung auch noch die Verminderung der zeitlichen Sündenstrafen erreichen wollen, können zusätzlich zur abgelegten Beichte einen Ablass erlangen. Da die Erlangung eines Ablasses an die Bedingung gekoppelt ist, dass sich der Gläubige im Stand der Gnade befindet, ist die Beichte somit oftmals Voraussetzung für das Erlangen eines Ablasses.
Die genaue Darlegung der römischen Bußlehre wurde erst nach der Reformation im Konzil von Trient (zwischen 1545 und 1563) definiert. Der Ablass zur Tilgung zeitlicher Sündenfolgen ist seither nicht mehr käuflich und wird deutlich vom Bußsakrament unterschieden.

### Laienbeichte
Neben der sakramentalen Beichte kennt die Kirche auch die sogenannte Laienbeichte gegenüber einer Person, die nicht Priester ist. Sie wurde etwa vom hl. Thomas von Aquin ausdrücklich empfohlen. Sie ersetzt nicht die sakramentale Beichte und führt nicht zu einer Vergebung von Todsünden. Insbesondere bei schweren Sünden ist die sakramentale Beichte notwendig. Die Wirkung der Laienbeichte besteht beispielsweise in einer erweiterten Gewissenserforschung, sie kann die Reue über Sünden vergrößern, sie ist eine Übung der Demut und sie kann eine sakramentale Beichte vorbereiten. So ist sie eine sinnvolle Ergänzung, ist aber wenig bekannt und wird deswegen kaum praktiziert.

### Krise der Beichte
Der Pastoraltheologe Andreas Wollbold sagte im August 2024 gegenüber der Zeitschrift Die Tagespost, er sehe in Deutschland eine tiefe Krise der Beichte; nur noch sehr wenige Menschen gingen zur Beichte. „Von Ausnahmen abgesehen, ist die Beichte in Deutschland schlicht tot.“ Er wisse nicht, ob alle Priester die für einen Beichtvater notwendigen Kompetenzen mitbrächten. „Heute findet man bei vielen Geistlichen dagegen einen Verschnitt von Populärpsychologie, Lieblingsspiritualität und frommer Vertröstung.“

## Orthodoxe Kirche
In den orthodoxen Kirchen wird die Beichte praktiziert und zu den Sakramenten gezählt. Die meisten orthodoxen Gläubigen sehen eine kürzlich abgelegte Beichte als Voraussetzung für den Empfang der Kommunion an; einige Kirchen spenden sie ausdrücklich nur an Gläubige, die am Vorabend gebeichtet haben.
Beichtstühle sind nicht üblich, gewöhnlich wird sich der Beichtende in einem Privatraum seines Beichtvaters einer Christus-Ikone zuwenden und so seine Beichte ablegen, wobei der daneben kniende Priester durch Gebete und Fragen helfen soll. Viele Orthodoxe ziehen es vor, einen anderen Priester als den ihrer Ortsgemeinde als Beichtvater aufzusuchen; dabei soll der Beichtvater aber nicht von Beichte zu Beichte gewechselt werden. Wenn es ein Kloster in der Nähe gibt, wenden sich viele auch an einen Mönch als Beichtvater. Da die meisten keine Priestermönche sind, holt der Mönch in diesem Fall zum Abschluss einen Priester hinzu, der dann die Lossprechung vollzieht.
Die altchristliche Form der Beichte vor der ganzen Gemeinde wird heute nur noch selten geübt; jedoch manchmal noch im Falle von Erwachsenentaufen, wenn der Täufling es wünscht. Die Lossprechung muss hier ebenfalls von einem Priester erteilt werden.

## Evangelisch-lutherische Kirchen
Eigentlich erkennt Luther nur Jesus Christus selbst als Sakrament an.

„Die heiligen Schriften kennen ein einziges Sakrament, welches Christus, der Herr, selbst ist. (WA 6,86, Th. 18)“

Die Rechtfertigungslehre fragt danach, was geschehen müsse, damit das Verhältnis zwischen Mensch und Gott, das durch Sünden des Menschen belastet worden ist, wieder in Ordnung kommen könne. 

### Lutherische Kritik am römisch-katholischen Bußinstitut
Martin Luther wandte sich zwar energisch gegen jede menschliche Leistung zur Sündenvergebung (sämtliche Sünden beichten zu müssen, Ablasshandel etc.), befürwortete aber die Einzelbeichte. Er beichtete selbst regelmäßig, in schwierigen Zeiten sogar täglich. Die Kritik der lutherischen Reformation, insbesondere der Bekenntnisschriften der Evangelisch-lutherischen Kirche als Lehrnorm dieser Konfession, richtet sich also nicht generell gegen die Beichte, die als Sakrament nach den lutherischen Bekenntnisschriften verstanden werden muss, sondern gegen das, was als Fehlentwicklungen des römisch-katholischen Beichtinstituts gesehen wurde. Das römisch-katholische Bußinstitut umfasst:
1. Erkenntnis der Schuld
2. wahre Reue = contritio cordis (lateinisch wörtlich: Zerknirschung des Herzens)
3. Bekenntnis der Schuld = confessio oris (Lippenbeichte)
4. Genugtuung = satisfactio operum
5. Zuspruch der Vergebung = absolutio

- Eine Streitfrage ist die contritio cordis (Zerknirschung des Herzens)

Luther und die lutherischen Bekenntnisschriften widersprechen der römischen Lehrauffassung, dass der Mensch überhaupt in der Lage sei, eine vollkommene, alle Sünden umfassende Reue zu empfinden, da der Mensch nur einen Teil seiner Sünden erkennen könne. Weiter wird angemerkt, dass der Mut zur Beichte und die Absolution nicht aus der Zerknirschung des Herzens heraus erfolgen könne, sondern der sündige Mensch sich hin zum Opfer Christi zu wenden habe. Der Mensch als Sünder bleibt ein homo incurvatus in se ipsum (in sich gekrümmter Mensch). Der dritte Kritikpunkt wendet sich schon an dieser Stelle gegen die römisch-katholische Lehre von der Erbsünde, die in der römischen Tradition nicht so streng gefasst wird wie in der lutherischen Erbsündenlehre. Hierdurch ergebe sich viertens, dass das Evangelium in Christus nicht hinreichend gewürdigt werde. In der lutherischen Beichtlehre ist der Mensch nicht Subjekt des Handelns, sondern Objekt. Der sündige Mensch wird von Gott als solcher erkannt. Erst wenn der Mensch sich von Gott als Sünder erkennen lässt, wird ihm sein Sündersein bewusst. Erst durch das hermeneutische Prinzip – Gesetz und Evangelium – komme der Kontext zwischen Reue und Beichte zum Ausdruck.
- Eine weitere Streitfrage ist die „Genugtuung“ („satisfactio operum“)

1. Luther verneinte, wegen seiner strengeren Auffassung von der Erbsünde, die Möglichkeit einer Genugtuung seitens des verdorbenen Menschen und verweist auf den „stellvertretenden Tod Jesu“, mit dem er die Rechtfertigung aus Gnade „sola gratia“ begründet.
2. Die Ablehnung der „satisfactio operum“ ist einer der Gründe für Luthers Widerstand gegen die römisch-katholische Kirche und gegen den Ablasshandel.
3. Dieser Ablasshandel war entstanden, weil in der Beichtpraxis mitunter an Stelle der Wiedergutmachung eine Ersatzleistung durch gute Werke gefordert wurde, die auch im Kauf von Ablasszetteln bestehen konnte und die in der Praxis sogar als Kauf der Vergebung zu verstehen war.
4. Diese satisfactio operum hatte ursprünglich ihren Sinn darin, dass sie ein Zeichen echter Reue darstellte: Der Beichtende sollte hierdurch deutlich machen, dass seine Reue ernst war. Sie bestand hauptsächlich aus Fasten, Gebet und Spenden. Diese Leistung wird im Namen der göttlichen Gerechtigkeit erbracht und ist entweder im Leben oder im Fegefeuer abzuleisten. Jedoch kennen auch Luther und die lutherische Kirche eine Genugtuung. Diese ist aber Christi Kreuzesopfer und keine menschliche Leistung. Der Begriff Genugtuung wird vermieden, weil er aus Sicht Luthers negativ besetzt ist.
5. Weiter wird der „Beichtzwang“ kritisiert, den es in den lutherischen Kirchen nicht gibt.

### Die Beichte im Licht der lutherischen Bekenntnisschriften
Die Evangelisch-Lutherischen Bekenntnisschriften sprechen sich für die Beichte aus, da sich nach lutherischer Bekenntnisauffassung in der Beichte die Rechtfertigung des Sünders vor Gott am deutlichsten ereignet. Neben Taufe und Abendmahl wird die Beichte als drittes Sakrament benannt. Die Apologie des Augsburger Bekenntnisses definiert im 13. Artikel, dass als Sakramente im strikten Sinne Taufe, Beichte und Abendmahl zu gelten haben.

„Vere igitur sunt sacramenta baptismus, coena Domini, absolutio quae est sacramentum poenitentiae. 
Wahrhaft jedoch sind Sakramente die Taufe, das Mahl des Herrn, die Absolution, d. h. das Bußsakrament.“

Dieser Auffassung folgt die Vereinigte Evangelisch-Lutherische Kirche Deutschlands (VELKD) wie auch die Selbständige Evangelisch-Lutherische Kirche (SELK) heute weiterhin. Anders die Evangelische Kirche in Deutschland (EKD), die lediglich die Taufe und das Abendmahl noch als Sakramente ansieht.
- Der Kleine Katechismus und der Große Katechismus Martin Luthers – beide Schriften gehören zum Korpus der lutherischen Bekenntnisschriften – behandeln die Beichte ausführlich. Unter anderem heißt es im Kleinen Katechismus zum Thema Beichte:

„Was ist die Beichte?
Die Beichte begreift zwei Stücke in sich: eins, dass man die Sünden bekenne; das andere, dass man die Absolution oder Vergebung vom Beichtiger (regelmäßig: der Pfarrer) empfange als von Gott selbst, und ja nicht daran zweifele, sondern fest glaube, die Sünden seien dadurch vergeben vor Gott im Himmel.
 
Welche Sünden soll man denn beichten?
Vor Gott soll man aller Sünden sich schuldig geben, auch die wir nicht erkennen, wie wir im Vaterunser tun. Aber vor dem Beichtiger (Pfarrer) sollen wir allein die Sünden bekennen, die wir wissen und fühlen im Herzen.“

- Die Schmalkaldischen Artikel betonen ebenfalls die Beichte.
Die Absolution, die Wirkung der Schlüsselgewalt, ist auch eine Hilfe und ein Trost gegen die Sünde und das böse Gewissen; so ist sie von Christus im Evangelium gestiftet worden. Deshalb soll man in der Kirche die Beichte oder Absolution nicht in Abgang kommen lassen.

- Die Confessio Augustana von 1530 behandelt das Thema Beichte und Buße in den Artikeln 11,12 und 25 und wehrt sich gegen den Vorwurf, dass die Beichte abgeschafft worden sei. Vielmehr ist die Beichte in Geltung und in Praxis. Zum anderen wird der Beichtzwang und die Auflage, dass alle Sünden gebeichtet werden müssen, kritisiert.

### Die Beichtpraxis in lutherischen Kirchen heute

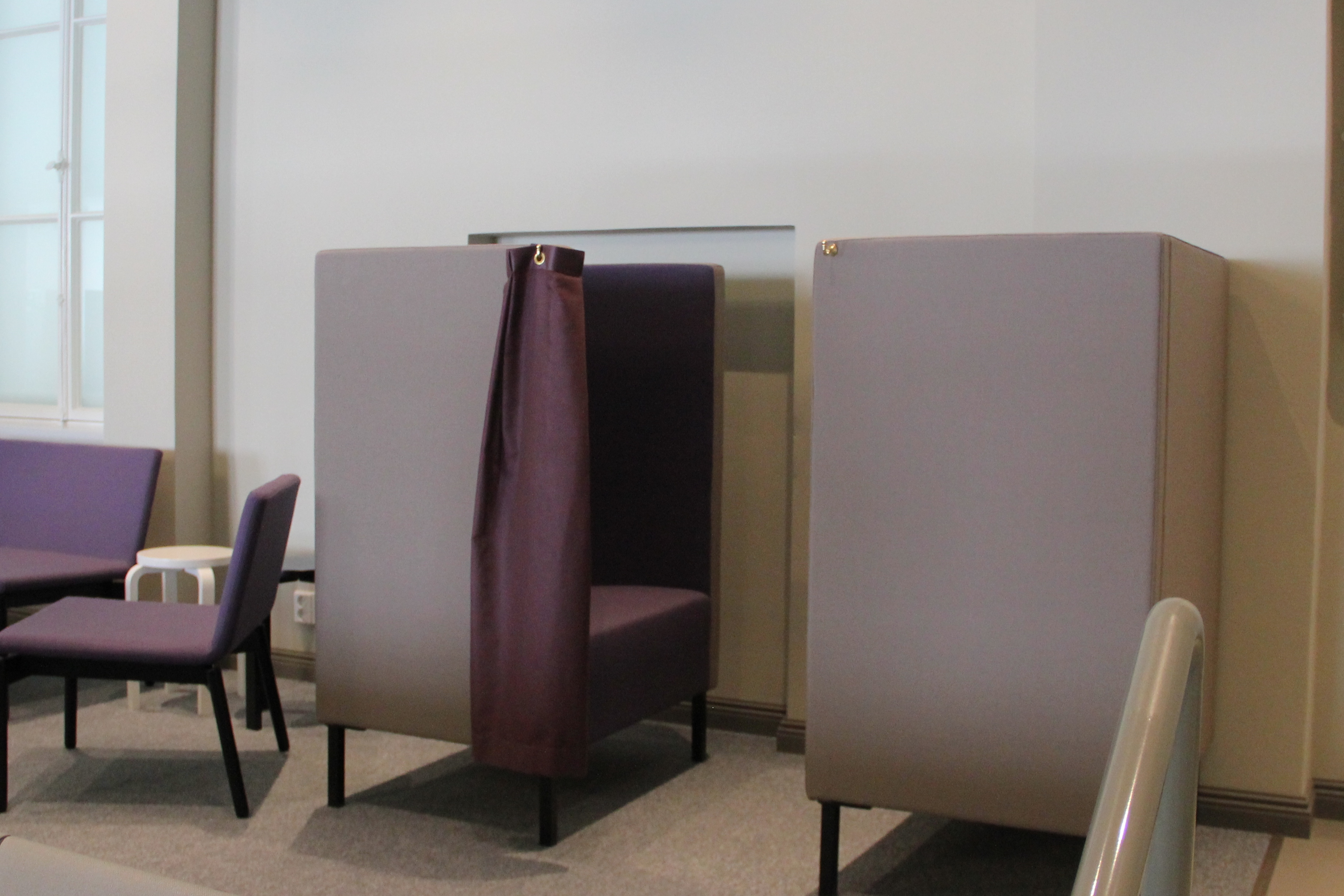
Beichtstuhl in der Lutherkirche, Helsinki, Finnland

Im 17. Jahrhundert entwickelte sich die vor dem Abendmahlsgang obligatorische Beichte im lutherischen Raum zu einem Abfragen des Katechismus. Im Pietismus verfiel diese Art von Beichte der Kritik und wurde vielerorts abgeschafft. An die Stelle der Einzelbeichte mit Handauflegung trat seit dem „Berliner Beichtstuhlstreit“ (1698) vielfach die „Allgemeine Beichte“, ein Rüstgebet (Confiteor, die gemeinsame Bitte um Vergebung) als Teil des Hauptgottesdienstes oder besondere Beicht- und Bußgottesdienste. Insgesamt hielt sich aber in den lutherischen Landeskirchen die Verpflichtung zu Einzelbeichte, meist in Form eines Seelsorgegesprächs, vor der Zulassung zum Abendmahl bis ins 18. oder sogar 19. Jahrhundert hinein. In Schleswig-Holstein etwa wurde sie erst durch die Schleswig-Holsteinische Kirchen-Agende von 1797 offiziell abgeschafft, bestand aber in einzelnen Gemeinden nach Protesten gegen die von der Aufklärungstheologie geprägte Gottesdienstordnung teilweise noch mehrere Jahrzehnte fort.
In vielen evangelischen Kirchen ist ein Sündenbekenntnis mit Zuspruch der göttlichen Vergebung der Sünde Teil der evangelischen Liturgie des Abendmahls.
In den Gliedkirchen der VELKD werden seit 1993 drei Möglichkeiten für die Beichte innerhalb des Hauptgottesdienstes angeboten:
- im Zusammenhang mit der Abendmahlsfeier
- im Eröffnungsteil
- nach der Predigt

jeweils mit einer Zeit der persönlichen Gewissensprüfung, Absolutionsformel, gemeinsam oder durch den Liturgen, mit oder ohne Handauflegung. Daneben steht die freiwillige Praxis der Einzelbeichte, die in der Agende der VELKD geregelt ist und deren liturgischer oder freier Form ein Gespräch vorangeht. Das Gegenüber des Beichtenden ist der Pfarrer bzw. die Pfarrerin. „Die Kirche beruft (ordiniert) und bevollmächtigt einzelne Christen, die Beichte zu hören und die Absolution zu erteilen“.
In den Gliedkirchen der EKD gab es nach dem Zweiten Weltkrieg Initiativen, um die Einzelbeichte zurückzugewinnen. Sie wurde im Evangelischen Erwachsenenkatechismus empfohlen: Die Einzelbeichte sei „unzweifelhaft ein Ausdruck persönlicher Reife“ und überdies ein wichtiges seelsorgerliches Angebot, das in neuerer Zeit zunehmend in Anspruch genommen werde. Klaus-Peter Hertzsch schrieb dazu: „Es gibt auch in der evangelischen Kirche Menschen, die regelmäßig zur Beichte gehen […] Die Beichte hat in früheren Zeiten andere Formen gehabt, die uns heute fremd wären. Sie ist im Lauf der Geschichte auch missverstanden und missbraucht worden und so in Verruf gekommen. Sie hat in der römisch-katholischen Kirche einen viel festeren Platz als bei uns und gilt deshalb vielen als ‚typisch katholisch‘. Aber all das ändert nichts daran, dass uns hier eine Möglichkeit und große Hilfe gegeben ist, das, was uns bedrückt, verunsichert, wirklich loszuwerden, und das, wonach wir uns sehnen, zu gewinnen: Klarheit und Frieden für unser Leben.“ Der Deutsche Evangelische Kirchentag trug dazu bei, die Einzelbeichte ins Bewusstsein zu heben (u. a. Frankfurt 1956 mit Veranstaltungen unter dem Thema Evangelische beichten); aus den Kirchentagsprotokollen geht hervor, dass viele Kriegsheimkehrer bei dieser Gelegenheit eine Beichte ablegten. Die Praxis der Privatbeichte blieb trotz dieser Initiativen aber weitgehend auf evangelische Kommunitäten beschränkt.
In der Selbständigen Evangelisch-Lutherischen Kirche (SELK) wird die Gemeinsame Beichte oftmals unmittelbar vor oder in Zusammenhang mit der Lutherischen Messe gehalten. Die Absolution wird unter Handauflegung jedem Pönitenten, der am Altar kniet, vom Pfarrer zugesprochen. Ebenso werden in der Einzelbeichte („Privatbeichte“) vor dem Pfarrer Sünden bekannt, beispielsweise in der Sakristei, und im Namen des dreieinigen Gottes unter Handauflegung vergeben. Der Ablauf ähnelt dem der Gemeinsamen Beichte. In der SELK darf nur ein ordinierter Pfarrer die Beichte abnehmen und die Absolution zusprechen.

## Anglikanische Kirchen
Im Anglikanismus ist die Beichte gewöhnlicherweise ein Bestandteil des gemeinschaftlichen, öffentlichen Gottesdienstes, besonders bei der Eucharistiefeier. Diese Form der Beichte beinhaltet einen Aufruf zur Buße seitens des Priesters, eine Zeit des stillen Gebets, um ein stilles Gedenken der eigenen Sünden zu ermöglichen, eine Form der allgemeinen Beichte, die von allen Anwesenden gemeinsam gesprochen wird, und der Zuspruch der Absolution durch den Priester, der oft mit dem Zeichen des Kreuzes begleitet wird.
Die private Beichte (auch Ohrenbeichte genannt) wird auch von manchen Anglikanern praktiziert und ist besonders unter Anglokatholiken verbreitet.
Es besteht keine allgemeine Verpflichtung zur privaten Beichte, aber das Verständnis ist verbreitet, dass es unter bestimmten einzelnen Zuständen wünschenswert sei. Ein anglikanischer Aphorismus im Bezug auf diese Praktik besagt: „Alle dürfen; keiner muss; einige sollten.“

## Reformierte Kirchen
Die reformierte Kirche lehnt die Einzelbeichte als normale Praktik ab. Für Ulrich Zwingli, Heinrich Bullinger und Johannes Calvin war die Beichte „nichtbiblische“ Praxis.
Zwingli argumentierte, da Christus von der Sünde befreit habe, gebe die sakramentale Sündenvergebung keinen Sinn. In der Verkündung von Jesu Tod, in der Predigt also, werde die Binde- und Lösegewalt ausgeübt. Damit wandte sich Zwingli gegen die traditionelle Vorstellung einer Schlüsselgewalt und ausdrücklich gegen Luthers Festhalten an der Ohrenbeichte.
Calvin sah die Ohrenbeichte erst dann als berechtigt an, „wenn einer es nicht mehr glauben kann, weil ihn sein Gewissen quält oder Zweifel am Erbarmen Gottes die Gewissheit erschüttert“. Die Generalabsolution hingegen sei „etwas Verkorkstes und Altmodisches“. Sie wird in der reformierten Tradition seit über hundert Jahren kaum noch genutzt.
In der Reformierten Liturgie werden Beichte und Absolution im Zusammenhang mit dem Abendmahl ausdrücklich erwähnt und ausgeführt. Erwähnung findet die Beichte in der Reformierten Liturgie zudem in der Fassung des Ordinationsvorhalts, der aus der Ordnung der Evangelischen Kirche der Union übernommen wurde.

## Amische
Die „Ordnung“ der täuferischen Amischen sieht bei schweren Verfehlungen eines Gemeindemitglieds das Schuldbekenntnis vor der ganzen Gemeinde vor.

## Evangelikale Gemeinschaften
Auch in evangelikalen Gruppen gibt es oft eine Art Beichte in Form eines Sündenbekenntnisses vor einem Seelsorger, der die Vergebung zuspricht, manchmal anlässlich der Bekehrung, mancherorts auch als regelmäßige spirituelle Praktik. Dieser Seelsorger muss jedoch kein Geistlicher sein (Laienbeichte).

## Manichäismus
Im Manichäismus wurde durch sakrale Handlungen wie Gebete, Rezitieren von Hymnen, feierliches Abendmahl und wöchentliche Beichte versucht, die Wiedervereinigung der Licht-Seele mit dem Göttlichen zu ermöglichen und diese so vom Kreislauf der Wiedergeburt zu befreien.

## Beichte in nichtchristlichen Kulturen und Religionen

### Scientology
In der Neuen Religiösen Bewegung Scientology und ihren Unterorganisationen nimmt die Beichte in vielfacher Form eine herausragende Stellung ein.
Zwar wird sie dort in verschiedenen Bereichen und zu unterschiedlichen Zwecken angewandt, gleichwohl haben „...Sicherheitsüberprüfungen, Integritätsbehandlungen und Beichten alle die gleichen Vorgehensweisen, und alle Materialien zu diesen Themen sind unter diesen Überschriften austauschbar“.
Bedeutsame Alleinstellungsmerkmale scientologischer Beichten sind:
1. die obligatorische Verschriftlichung und die dadurch mögliche (und tatsächlich vorgeschriebene) Archivierung gebeichteter Verfehlungen;
2. eine detaillierte Nomenklatur der für die Thematik relevanten Begriffe (Beispiele: „Overt“ = eine gegen das Überleben / einen Moralkodex gerichtete Handlung (= „Sünde“); „overt of ommission“ = eine durch Unterlassen begangene Verfehlung; „withhold“ (dt. Zurückhaltung): Eine Handlung, von der die/der Beichtende weiß, dass sie gegen einen Moralkodex verstoßen hat, und über den die/der Beichtende (zunächst) nicht sprechen will; „missed withhold“: Ein „Withhold“ der nur fast herausgefunden wurde; etc.), die das Thema wie ein wissenschaftlich erforschtes Fachgebiet erscheinen lässt;
3. die Einbeziehung eines technischen Hilfsmittels, dem Scientology E-Meter, durch dessen Gebrauch es leichter gemacht werden soll, Bereiche, die dem Bewusstsein der/des Beichtenden nicht auf Anhieb zugänglich sind, aufzufinden, um sie an- und aussprechbar zu machen (Anm.: Die Benutzung dieses Hilfsmittel setzt unter anderem eine Ausbildung in der Bedienung des Gerätes und der speziellen Fragetechnik voraus, sowie die Bereitschaft der/des Beichtenden);
4. die Bandbreite der Anwendungen der scientologischen Beichten. Diese reicht von a) vom Beichtenden alleine und selbstständig nach einem vorgegebenen Schema zu verfassenden Niederschriften von Verfehlungen z. B. im Rahmen seines Mitarbeiterverhältnisses, über b) Verfahren auf dem von Scientologen zu beschreitenden Weg zur angestrebten Stufe „Clear“, bis hin zu c) Spezialbeichten und Überprüfungen, ob zur Verbesserung allgemeiner oder spezieller Lebensumstände oder Sicherheitslagen der Organisation.

Das Potential des Missbrauchs des (auch in Scientology prinzipiell geltenden) Beichtgeheimnisses ist durch mehrere Faktoren potenziert: Die Verschriftlichung und papierne Aufbewahrung über das biologische (Ab-)Leben der beichtenden Person hinaus ermöglicht Mitarbeitern verschiedenster Scientology-Organisationen und Abteilungen ad infinitum Zugriff auf einmal Niedergeschriebenes. Sofern bei der Beichte das Scientology E-Meter zum Einsatz kam, bleiben die dabei erstellten Unterlagen einzig dem Beichtenden selbst nicht zugänglich; fahrlässig oder vorsätzlich zustande gekommene fehlerhafte Einträge bleiben somit dauerhaft unentdeckt.

### Sonstige
Innerhalb der Inkakultur wurde zur Vergebung von Sünden gebeichtet. Es gab drei verschiedene Beichtväter, die je nach Art der Verfehlung aufgesucht wurden. Es gab Beichtväter von hohem und niederem Stand und gauklerische Beichtväter, letztere erkannten durch den Einsatz von Losen oder Tiereingeweideschau, wenn jemand Verfehlungen verhehlen wollte. Zur Vergebung der Sünden wurden auch Züchtigungen eingesetzt.
Hoʻoponopono ist ein traditionelles Verfahren der Hawaiier zur Aussöhnung und Vergebung. Ähnliche Bräuche sind im gesamten südpazifischen Raum bekannt.
Im daoistischen Taiping Jing werden Sünden mit Krankheit verbunden, die nur durch eine Beichte beseitigt werden können, die ein daoistischer Meister begleitet, der den Kranken befragt und so herauszufinden versucht, welche der begangenen Sünden die Krankheit ausgelöst haben könnte.

## Beichtgeheimnis
In allen Kirchen kennt man das Beichtgeheimnis: Der Beichtvater (ggf. „auch Dolmetscher und andere, die auf irgendeine Weise aus der Beichte zur Kenntnis von Sünden gelangt sind“, can. 983 CIC) ist zu strengster Verschwiegenheit verpflichtet über alles, was in der Beichte zur Sprache kam, selbst wenn er dafür den Martertod erleiden müsse (hl. Johannes Nepomuk); auch gegenüber sämtlichen staatlichen und kirchlichen Stellen. Er darf auch niemanden auf eine frühere Beichte ansprechen. Wenn er in der Beichte von einem schweren Verbrechen erfährt, wird er den Beichtenden normalerweise auffordern, sich zu stellen, und dies sogar eventuell zu einer Voraussetzung für die Lossprechung machen; die Entscheidung bleibt aber beim Beichtenden.
In Deutschland ist der Schutz der „Pflicht der seelsorgerlichen Verschwiegenheit“ und damit auch des Beichtgeheimnisses durch Artikel 9 des Reichskonkordats garantiert. In den meisten Staaten ist das Beichtgeheimnis staatlicherseits anerkannt, sodass zum Beispiel ein Lauschangriff auf einen Beichtstuhl verboten ist.

## Beichtspiegel
Bei der Gewissenserforschung kann ein sogenannter Beichtspiegel hilfreich sein. Sein Aufbau soll eine gute Vorbereitung auf die Beichte ermöglichen.

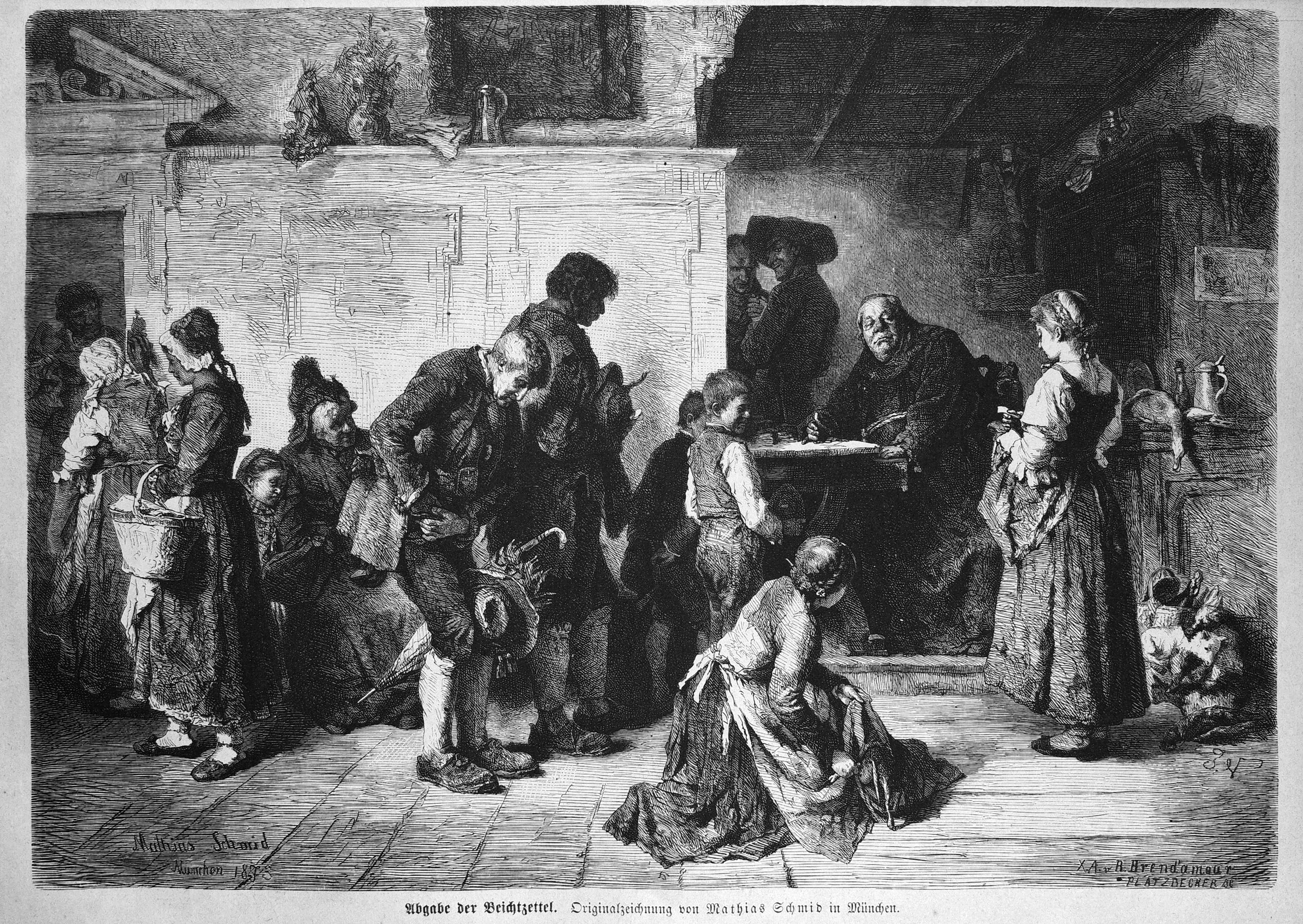
Mathias Schmidt: Ablieferung des Beichtzettels, Radierung, Die Gartenlaube, 1874

## Beichtzettel
Ein Beichtzettel (schedula confessionis) ist eine vom katholischen Beichtvater im Rahmen der Beichte übergebene Bescheinigung. Damit wurde vielerorts bis ins 20. Jahrhundert hinein nach Ostern die Erfüllung der Beichtpflicht in der österlichen Zeit durch die Ortsgeistlichen kontrolliert. Die Folge war bisweilen ein Handel mit Beichtzetteln.

## Psychoanalyse
Vor allem im Hinblick auf psychische Störungen wurde eine heilsame Wirkung der Beichte angenommen. Der Psychiater und Theologe Johannes B. Torelló untersuchte die Beziehung zwischen Beichte und Psychotherapie und arbeitete die Unterschiede heraus.
Nach Meinung der Psychoanalytikerin Eveline List sei das Christentum im Mittelalter die bestimmende ideologische Macht geworden; insbesondere die Etablierung der „Ohrenbeichte“ für alle Christen habe als Kontrolle der einzelnen Menschen gedient, die Macht der Kirche vermehrt und die Idee der persönlichen Schuld propagiert.
Nach Viktor Frankl wollte die Psychoanalyse Freuds „weltliche Beichte“ sein, während die Logotherapie „ärztliche Seelsorge“ sei.

## Problematik und Kritik
Die Intimität der Beichtsituation führte vielfach zu Übergriffen bis zu Missbrauch. Seit dem 13. Jahrhundert setzte sich das Gitterfenster als Trennwand zwischen Priester und Beichtendem durch. Das Gitter sollte Berührungen in beide Richtungen verhindern und somit auch eventuellem sexuellem Missbrauch vorbeugen. Mit der sich liberalisierenden Presse in der zweiten Hälfte des 19. Jahrhunderts wurden Fälle verbalen Übergriffs beim Bußsakrament erstmals einem breiteren Publikum bekannt. So sorgte 1872 die Beichtstuhl-Affäre in Linz für Diskussionen weit über die Grenzen Österreichs hinaus: Ein Karmelitenpater hatte die Absolution einer jungen Frau mehrfach verschoben, um ihr mit teilweise sexuell aufgeladenen Worten den Hof zu machen. Ein Jahr zuvor sorgte die Selbstverbrennung einer Magd in Obdach für Kritik an einem Kaplan, der ihr den Freitod unmittelbar zuvor im Rahmen einer Generalbeichte nahegelegt hatte, denn sie sei jetzt „so sündenrein, daß sie in den Himmel kommen“ könne. Die Verweigerung des Bußsakraments in bestimmten Fällen ist weit dokumentiert. So verweigerte Mitte des 18. Jahrhunderts der Pariser Erzbischof einem Barnabiten-Pater die Beichte mit der Begründung, dieser sympathisiere mit dem Jansenismus.
In England kursierte Mitte des 19. Jahrhunderts ein Pamphlet mit dem Titel „Anecdotes of the Confessional Box“ (Anekdoten aus dem Beichtstuhl). Der Text ging auf Peter Dens „Theologia Moralis et Dogmatica“ von 1832 zurück und erzählt vermeintlich echte Beichtgespräche zwischen Frauen und Geistlichen nach, in denen es um Sexualität ging. Das Buch wurde als obszöner eingestuft als die gängige erotische Literatur.
In der jüngsten Vergangenheit behauptete ein australischer Priester, der sich über 25 Jahre an bis zu 1500 Jungen sexuell vergangen haben soll, dass er diese Taten 30 verschiedenen Priestern gebeichtet habe. Alle sollen ihm geraten haben, Buße zu tun, und beließen es dabei.
In einer Studie legte der forensische Psychiater Harald Dreßing 2023 dar, dass auch der Beichtstuhl schon Tatort für sexuelle Übergriffe an Minderjährigen gewesen sei. Auch sei das Konzept von Schuld und Sünde für Kinder unter 14 Jahren nicht greifbar, weshalb er ein Ende der Beichte vor der Erstkommunion forderte.